# Kaliningrad
Kaliningrad (in russo Калининград?; AFI: [kəlʲɪnʲɪnˈɡrat]), già Königsberg fino al 4 luglio 1946 (in yiddish קעניגסבערג‎?, Kenigsberg; in russo Кёнигсберг?, Kënigsberg; in antico prussiano Twangste, Kunnegsgarbs, Knigsberg; in polacco Królewiec; in lituano Karaliaučius) è una città della Russia di 489 359 abitanti, capoluogo e centro principale dell'oblast' omonima, exclave russa tra Polonia e Lituania con accesso al Mar Baltico, di cui è uno dei maggiori porti.
La città è situata nella storica provincia della Prussia Orientale, regione che fu per secoli di cultura tedesca.

## Geografia fisica

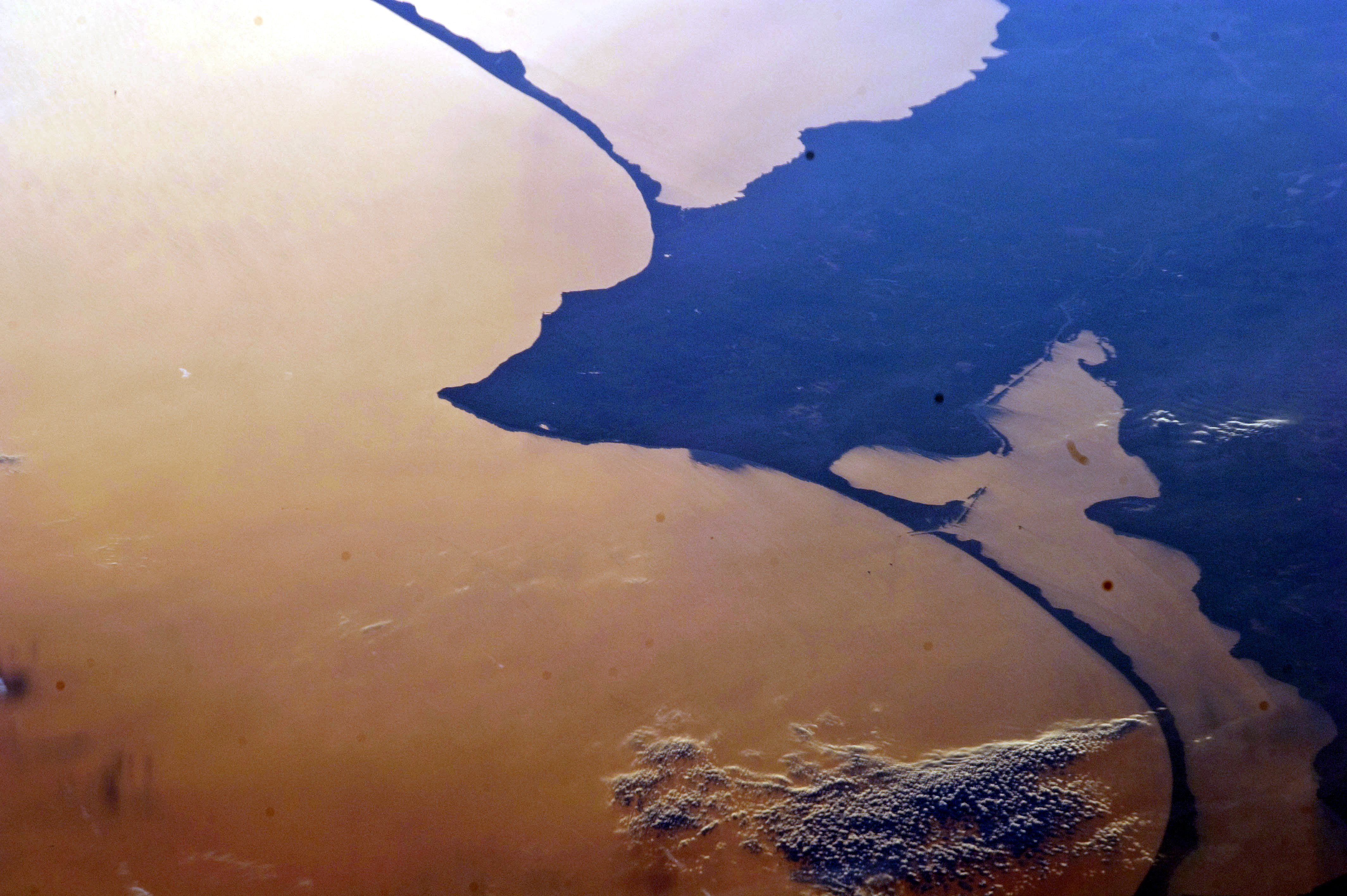
Questa fotografia dell'ISS mostra due grandi lagune a nord e a sud di Kaliningrad

### Territorio
Kaliningrad si trova alla foce del fiume navigabile Pregel, che termina nella laguna della Vistola e poi nel Mar Baltico. Navi mercantili possono avere accesso all'area tramite la baia di Danzica dalla laguna della Vistola e dallo stretto di Baltijsk.
Sino al 1900, le navi con più di 2 m di pescaggio non potevano giungere in città; i vascelli più grandi dovevano ancorare a Pillau (oggi Baltijsk), dove poi dei mercanti ne svuotavano le stive portando le merci in città a bordo di carri. Nel 1901 venne aperto un canale artificiale tra Königsberg e Pillau con un pescaggio di 6,5 metri che permise a più vascelli di poter comodamente raggiungere la città. L'opera ebbe un costo di 13 000 000 di marchi tedeschi. 
Dal 1952 la città è il quartier generale della Flotta del Baltico. Grazie al clima favorevole dell'area, a oggi Kaliningrad e Baltijsk sono gli unici due porti russi sul Mar Baltico a non ghiacciare per tutto l'anno, ciò li rende di conseguenza gli unici dove poter mantenere la flotta per l'intero anno.

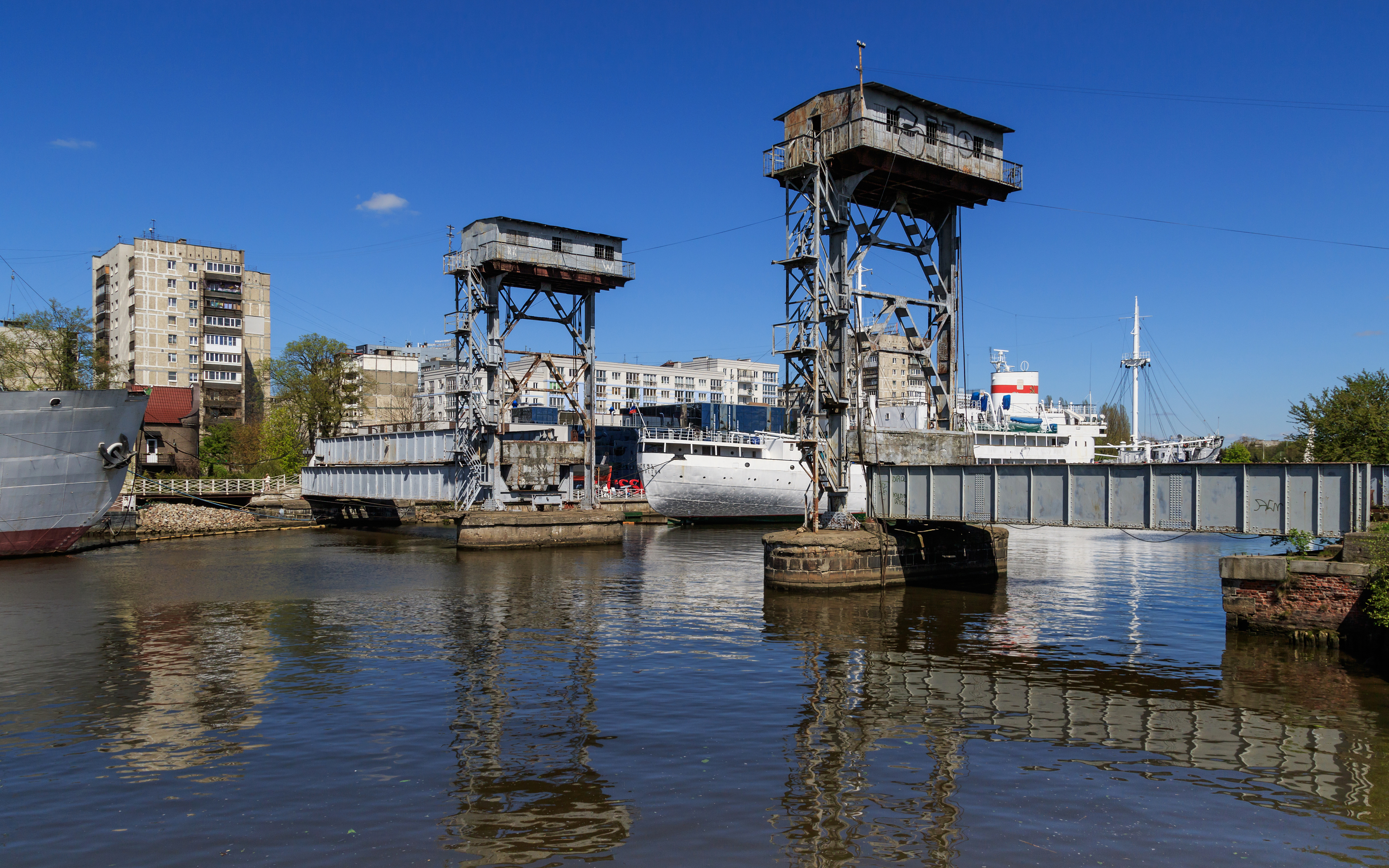
Il fiume Pregolja (Pregel) a Kaliningrad

### Clima
Kaliningrad dispone di un clima temperato-oceanico, con inverni freddi e piovosi con estati miti con temporali e tempeste frequenti. Le temperature medie si attestano durante l'anno tra i −1,5 e i +18,1 °C, mentre le piogge variano tra i 36 e i 97 millimetri al mese. In generale, la città ha un clima marittimo, variabile ma mitigato. La continentalità del clima si esprime con varie differenze di temperature tra luglio e gennaio.
Le stagioni sono chiaramente differenziate. La primavera incomincia a marzo e si presenta inizialmente fredda e ventosa, tendendo poi a divenire più calda e spesso molto soleggiata. L'estate, che incomincia a giugno, è prevalentemente calda ma non afosa (casi straordinari hanno registrato temperature di 30-35 °C) con lunghi periodi soleggiati intervallati da piogge pesanti. L'eliofania annuale è di 1 700 ore come molte altre città del Nord Europa. Luglio e agosto sono i mesi più caldi. L'autunno incomincia a settembre ed è solitamente dapprima caldo e soleggiato, poi freddo e nebbioso da novembre. L'inverno incomincia a dicembre e prosegue ininterrottamente sino a marzo con periodi anche di neve. Gennaio e febbraio sono i mesi più freddi con temperature che spesso si aggirano attorno ai −15 °C.
| Kaliningrad (1991-2020) Fonte:     | Mesi         | Mesi         | Mesi         | Mesi        | Mesi        | Mesi        | Mesi        | Mesi        | Mesi        | Mesi         | Mesi         | Mesi         | Stagioni | Stagioni | Stagioni | Stagioni | Anno  |
| Kaliningrad (1991-2020) Fonte:     | Gen          | Feb          | Mar          | Apr         | Mag         | Giu         | Lug         | Ago         | Set         | Ott          | Nov          | Dic          | Inv      | Pri      | Est      | Aut      | Anno  |
| ---------------------------------- | ------------ | ------------ | ------------ | ----------- | ----------- | ----------- | ----------- | ----------- | ----------- | ------------ | ------------ | ------------ | -------- | -------- | -------- | -------- | ----- |
| T. max. media (°C)                 | 1,1          | 2,1          | 6,1          | 13,1        | 18,2        | 21,3        | 23,5        | 23,3        | 18,4        | 12,2         | 6,2          | 2,6          | 1,9      | 12,5     | 22,7     | 12,3     | 12,3  |
| T. media (°C)                      | −1,2         | −0,6         | 2,4          | 7,9         | 12,7        | 16,1        | 18,5        | 18,1        | 13,5        | 8,4          | 3,9          | 0,4          | −0,5     | 7,7      | 17,6     | 8,6      | 8,3   |
| T. min. media (°C)                 | −3,5         | −3,0         | −0,8         | 3,4         | 7,5         | 11,3        | 13,9        | 13,3        | 9,4         | 5,2          | 1,7          | −1,8         | −2,8     | 3,4      | 12,8     | 5,4      | 4,7   |
| T. max. assoluta (°C)              | 12,7 (2007)  | 16,9 (2021)  | 23,0 (1968)  | 28,5 (2012) | 30,6 (1983) | 34,0 (2019) | 36,3 (1994) | 36,5 (1992) | 33,8 (2015) | 26,4 (1966)  | 19,4 (1968)  | 13,3 (2006)  | 16,9     | 30,6     | 36,5     | 33,8     | 36,5  |
| T. min. assoluta (°C)              | −32,2 (1956) | −33,3 (1956) | −21,7 (1965) | −5,8 (2013) | −3,1 (1971) | 0,7 (1951)  | 4,5 (1950)  | 1,6 (1952)  | −2,0 (1996) | −11,1 (1956) | −18,7 (1998) | −25,6 (1969) | −33,3    | −21,7    | 0,7      | −18,7    | −33,3 |
| Nuvolosità (okta al giorno)        | 7,9          | 7,7          | 6,8          | 6,0         | 5,6         | 6,3         | 5,9         | 5,7         | 6,1         | 6,7          | 8,0          | 8,1          | 7,9      | 6,1      | 6,0      | 6,9      | 6,7   |
| Precipitazioni (mm)                | 68           | 54           | 49           | 38          | 52          | 69          | 91          | 91          | 73          | 86           | 76           | 69           | 191      | 139      | 251      | 235      | 816   |
| Giorni di pioggia                  | 14           | 13           | 14           | 14          | 14          | 16          | 15          | 16          | 17          | 18           | 18           | 16           | 43       | 42       | 47       | 53       | 185   |
| Nevicate (cm)                      | 7            | 7            | 3            | 0           | 0           | 0           | 0           | 0           | 0           | 0            | 2            | 5            | 19       | 3        | 0        | 2        | 24    |
| Giorni di neve                     | 15           | 15           | 10           | 3           | 0,1         | 0,0         | 0,0         | 0,0         | 0,0         | 1,0          | 7,0          | 13,0         | 43,0     | 13,1     | 0,0      | 8,0      | 64,1  |
| Giorni di nebbia                   | 2            | 2            | 2            | 2           | 2           | 2           | 3           | 5           | 6           | 4            | 3            | 2            | 6        | 6        | 10       | 13       | 35    |
| Umidità relativa media (%)         | 85           | 83           | 78           | 72          | 71          | 74          | 75          | 77          | 81          | 83           | 86           | 87           | 85       | 73,7     | 75,3     | 83,3     | 79,3  |
| Eliofania assoluta (ore al giorno) | 1,1          | 2,0          | 4,0          | 5,7         | 8,4         | 8,8         | 8,5         | 7,6         | 5,2         | 3,2          | 1,2          | 0,8          | 1,3      | 6,0      | 8,3      | 3,2      | 4,7   |
| Vento (direzione-m/s)              | SW 2,7       | W 2,5        | W 2,5        | W 2,3       | W 2,0       | W 2,0       | W 1,8       | W 1,7       | W 1,8       | SW 2,1       | SW 2,3       | SW 2,4       | 2,5      | 2,3      | 1,8      | 2,1      | 2,2   |

## Origini del nome
La città venne fondata dai tedeschi nel 1255 con il nome di Königsberg (letteralmente Monte del Re o Regiomonte; in italiano è attestato l'esonimo desueto Conisberga) e mantenne tale denominazione fino al 1946.  Annessa nel maggio 1945 dall'Unione Sovietica come parte della RSFS Russa, venne ribattezzata Kaliningrad il 4 luglio 1946 in memoria di Michail Ivanovič Kalinin, rivoluzionario, politico e primo capo di Stato dell'Unione Sovietica, deceduto un mese prima. Kalinin non ebbe mai alcun legame con la città, che fu, tra l'altro, la terza a essergli intitolata dopo Kalinin (già Tver') nel 1931 e l'omonima Kaliningrad (oggi Korolëv) nel 1938. È nota anche con gli esonimi Królewiec (in polacco), Kenigsberg (in lingua yiddish),  Karaliaučius (in lituano), Královec (in ceco); prima di ricevere il nome attuale, in russo era nota come Kënigsberg. Nonostante ci si aspetti l'esonimo Caliningrado, la nascita così recente di questo nome ha fatto sì che in italiano si affermasse la forma russa senza adattamento.
Nel maggio del 2023 la Commissione per la standardizzazione dei nomi geografici della Polonia ha raccomandato a tutti gli abitanti del Paese di usare un diverso nome per Kaliningrad e la regione di Kaliningrad, proponendo l'uso del toponimo Królewiec (risalente alla dominazione medievale polacca della regione).

## Storia

### La città tedesca
Königsberg venne preceduta nella sua fondazione da un fortilizio sambiano (antica popolazione prussiana dell'area) noto col nome di Twangste (Tuwangste o Tvankste), che significava "Foresta di querce". Durante la conquista dei Sambiani da parte dei Cavalieri teutonici nel 1255, Twangste venne distrutta completamente e rimpiazzata da una nuova fortezza che ebbe appunto il nome tedesco di Königsberg in onore di re Ottocaro II di Boemia che aveva assistito i teutonici nella presa della rocca. La città, come si evince chiaramente dal gonfalone e dalla storia della Lega Anseatica, fu una della più importanti tra le numerose città affiliate. 
Col tempo Königsberg acquisì sempre maggiore importanza divenendo la principale città della Prussia Orientale. Fu poi capitale dello Stato monastico dei cavalieri teutonici dal 1454 e successivamente del Ducato di Prussia fino al 1773; con la maggioranza della popolazione germanofona e con minoranze polacche e lituane. Il 22 aprile 1724 vi nacque Immanuel Kant, il filosofo del criticismo trascendentale, che visse fino al 1804 senza mai lasciare la città. Il suo corpo è sepolto nella cattedrale di Kaliningrad. Nel 1758 Königsberg divenne russa per la prima volta. I residenti della città, incluso il filosofo Immanuel Kant, giurarono fedeltà a Elisabetta Petrovna, figlia di Pietro il Grande. I russi poi restituirono la città ai prussiani alla fine della guerra dei sette anni.
Durante la seconda guerra mondiale, la città di Königsberg venne pesantemente danneggiata da un bombardamento britannico nell'agosto del 1944 e poi da un assedio da parte dei sovietici dal gennaio all'aprile 1945, conclusosi con la resa delle forze tedesche e la conquista da parte dell'Armata Rossa.

### L'annessione all'Unione Sovietica
Alla fine della seconda guerra mondiale nel maggio del 1945, la città divenne parte dell'Unione Sovietica sulla base degli accordi di pace definiti alla Conferenza di Potsdam con gli Alleati:

VI. CITTÀ DI KÖNIGSBERG E AREA ADIACENTE
La Conferenza, esaminata una proposta del governo sovietico relativa alla pendenza nelle determinazioni dei confini territoriali nella frontiera occidentale dell'Unione delle Repubbliche Socialiste Sovietiche che si trova nei pressi del Mar Baltico ha ritenuto che essa debba passare da un punto a est della baia di Danzica a est, a nord di Braunsberg e Gołdap, al punto di incontro delle frontiere tra Lituania, Polonia e Prussia Orientale. La Conferenza ha perciò convenuto di trasferire all'Unione Sovietica la città di Königsberg e l'area adiacente a essa come sopra descritta, sulla base di un attento esame della frontiera attuale. Il Presidente degli Stati Uniti e il Primo ministro britannico hanno dato il loro assenso alla Conferenza per trovare un accordo su questo punto.

Königsberg venne rinominata Kaliningrad il 4 luglio 1946 in memoria di Michail Ivanovič Kalinin, rivoluzionario e politico bolscevico. La popolazione tedesca sopravvissuta alla guerra venne forzatamente espulsa tra il 1946 e il 1949 e la città venne ripopolata con cittadini sovietici. La lingua tedesca venne rimpiazzata con quella russa.
Dopo l'annessione, la città venne ricostruita quasi interamente con edifici moderni, mentre gli edifici storici danneggiati durante la guerra vennero in larga parte demoliti o rimasero in rovina per decenni (come il castello teutonico) per poi subire uguale sorte.
La città fu posta a capo del nuovo territorio occidentale dell'URSS, l'oblast' di Kaliningrad, regione che divenne particolarmente importante durante gli anni della guerra fredda. La città divenne il quartier generale della Flotta del Baltico sovietica nel 1952, dopo la costruzione di un nuovo porto nella limitrofa città di Baltijsk (già Pillau), dove la flotta venne acquartierata diventando una città chiusa. È ancora oggi l'unico porto russo sul Mar Baltico (assieme a Baltijsk) a non ghiacciare per tutto l'anno, dato il clima favorevole dell'area, e quindi l'unico dove possa essere mantenuta la Flotta del Baltico.
Nel 1957 in città venne siglato un accordo per meglio delimitare i confini tra Polonia e Unione Sovietica.

### Parte della Russia

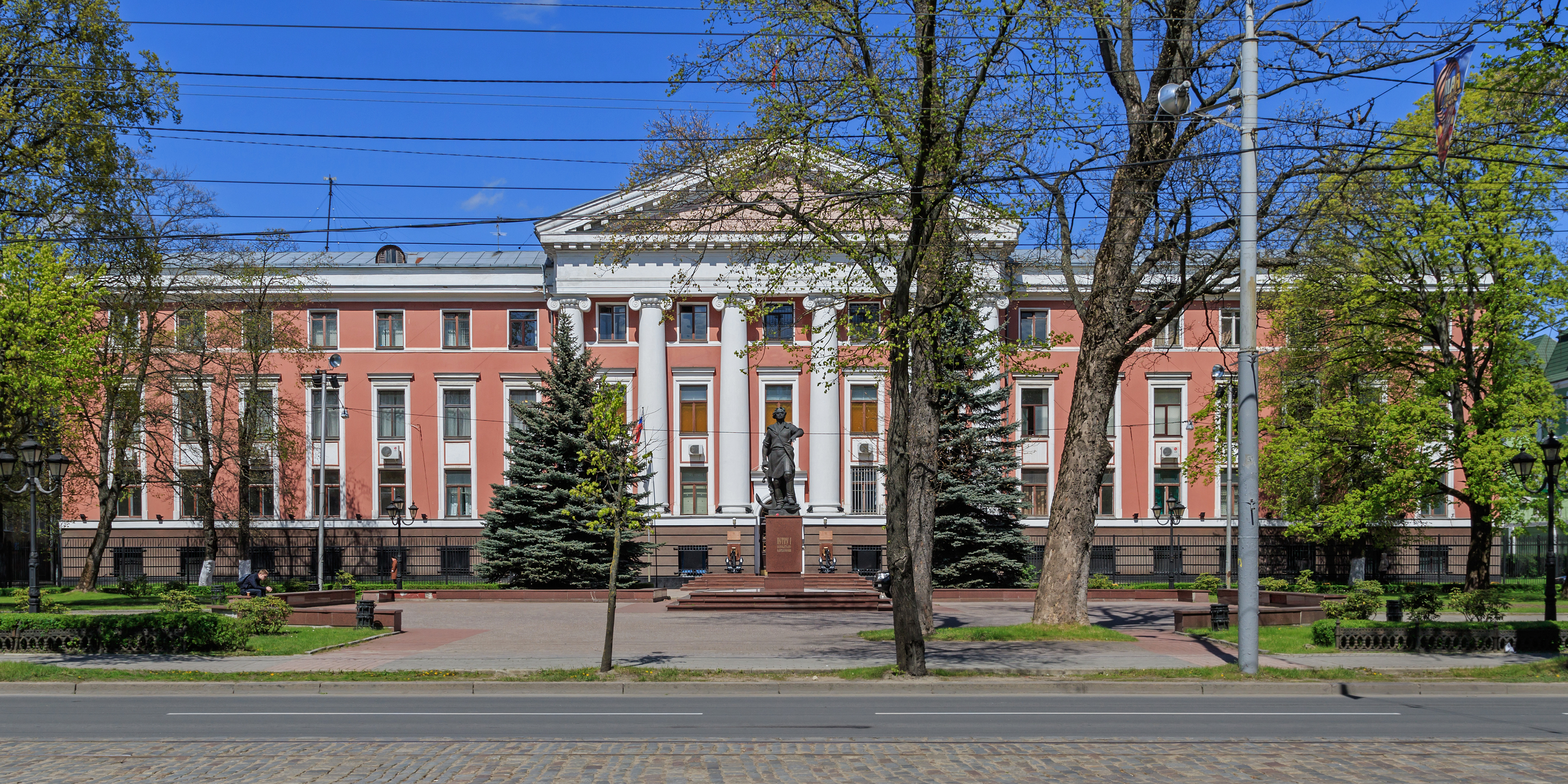
Quartier generale della Flotta del Baltico (ex ufficio delle poste)

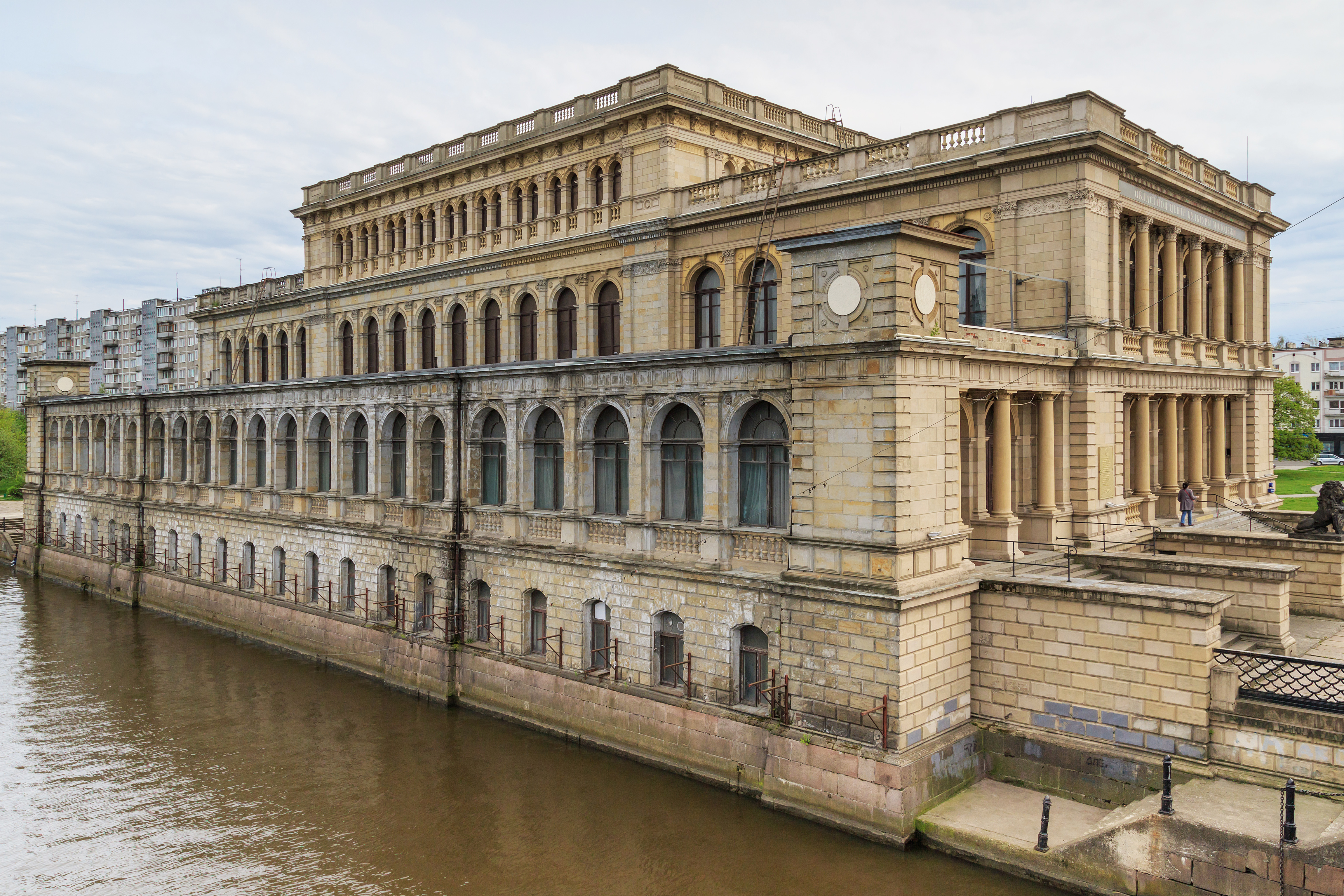
L'ex Borsa di Königsberg

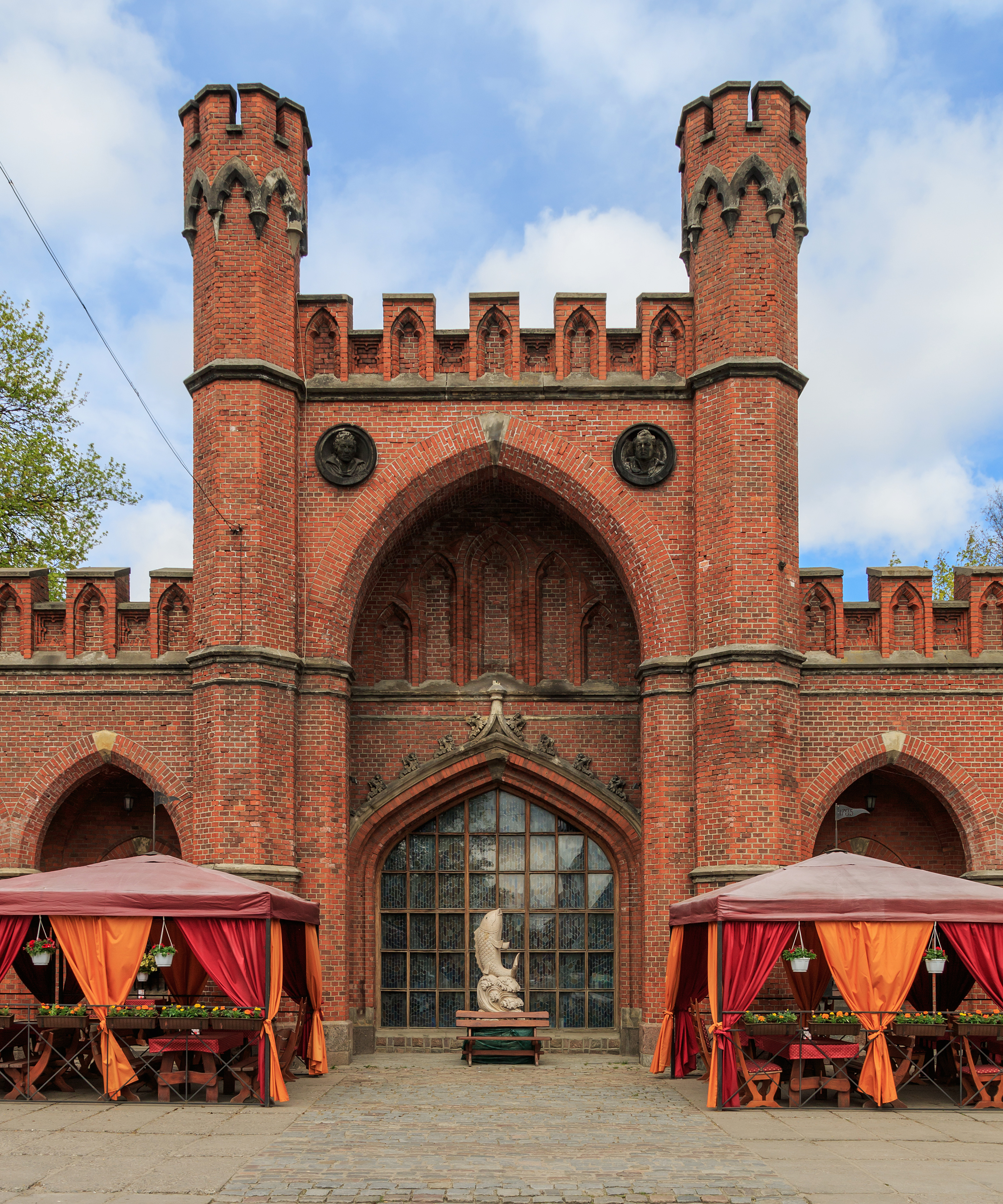
La Porta di Rossgarten, oggi un ristorante

Con il crollo dell'Unione Sovietica nel 1991, l'oblast' di Kaliningrad divenne un'exclave geograficamente separata dal resto della Russia. Questo isolamento dal resto dello Stato divenne ancora più pronunciato quando Polonia e Lituania divennero membri della NATO prima e dell'Unione europea poi (dal 2004). Tutti i collegamenti civili e militari via terra da allora sono stati resi possibili con la madrepatria attraverso il passaggio in territori NATO e dell'Unione europea, e anche per i cittadini locali si sono creati dei sistemi di trasporti facilitati per ovviare la burocrazia di confine.
Nel luglio del 2007, il vice primo ministro russo Sergej Borisovič Ivanov ha dichiarato che qualora gli Stati Uniti d'America avessero deciso di piazzare dei missili difensivi in Polonia, la Russia avrebbe potuto porre in deposito parte del proprio arsenale nucleare a Kaliningrad. Il 5 novembre 2008 il presidente russo Dmitrij Medvedev si disse sempre determinato a mantenere tali principi. I progetti di ambo le parti, a ogni modo, vennero sospesi nel gennaio del 2009.
Nel 2018, in occasione dei mondiali di calcio in Russia, è stato costruito a Kaliningrad uno stadio. Qui si sono svolte fasi a gironi e a eliminazione diretta del massimo campionato calcistico.

## Monumenti e luoghi d'interesse
Sebbene la città sia stata gravemente danneggiata durante il secondo conflitto mondiale, Kaliningrad conserva alcuni monumenti, come la tomba di Immanuel Kant nei pressi della cattedrale medioevale sull'isola Kneiphof, sul fiume Pregel. L'antico Castello di Königsberg fu demolito dai sovietici nel 1968 insieme con la quasi totalità dei monumenti cittadini tedeschi, nell'ottica della "russificazione" della città. Al suo posto nel 1970 iniziò la costruzione della Casa dei Soviet, ma l'edificio rimase incompiuto ed è stato infine demolito nel 2024. Altri monumenti di una certa importanza sono la Cattedrale del Cristo Salvatore, costruita nel 2005, e le Porte di Königsberg.
Lo zoo di Kaliningrad è un giardino zoologico che si estende su 16,5 ettari, comprende 315 specie di animali ma anche piante rare come un albero fossilizzato di ginkgo che era coevo con i dinosauri.

## Società
Nel 1939 nell'allora Königsberg vivevano 372 000 persone.
Nel giugno del 1945, la popolazione della città, in conseguenza della guerra - con la fuga ed espulsione della popolazione tedesca - fu ridotta a 73 000 persone; con una soluzione voluta dal governo dell'Unione Sovietica, fu attuata la totale russificazione della città. Decine di migliaia di russi vennero quindi trasferiti nella rinominata Kaliningrad; con l'avvento della popolazione russa la città tornò pertanto a superare le 200 000 unità nel 1959, raggiungendo il raddoppio nel 1989.
Nel 2005 vivevano a Kaliningrad 435 000 persone.
| Anno | Popolazione | Note                             |
| ---- | ----------- | -------------------------------- |
| 1939 | 372 164     |                                  |
| 1945 | 73 000      | Fuga dei tedeschi e deportazioni |
| 1956 | 188 000     | Russificazione avvenuta          |
| 1959 | 204 000     |                                  |
| 1970 | 296 962     |                                  |
| 1979 | 354 788     |                                  |
| 1989 | 401 280     |                                  |
| 2002 | 430 003     |                                  |
| 2006 | 423 651     |                                  |
| 2018 | 434 954     |                                  |

## Cultura

### Istruzione
L'Università federale baltica "Immanuel Kant" è il diretto successore dell'Università Albertina, la più antica istituzione scolastica cittadina fondata nel 1544, dove insegnarono personaggi di rilievo come Abraomas Kulvietis, Stanislovas Rapalionis, Immanuel Kant e Jan Mikulicz-Radecki.

### Musica
La moderna città di Kaliningrad è sede dell'Orchestra Filarmonica e Sinfonica Regionale di Kaliningrad, il coro Lik maschile e diversi gruppi di Garmon, come ad esempio l'Orchestra da camera di Kaliningrad.

### Cucina

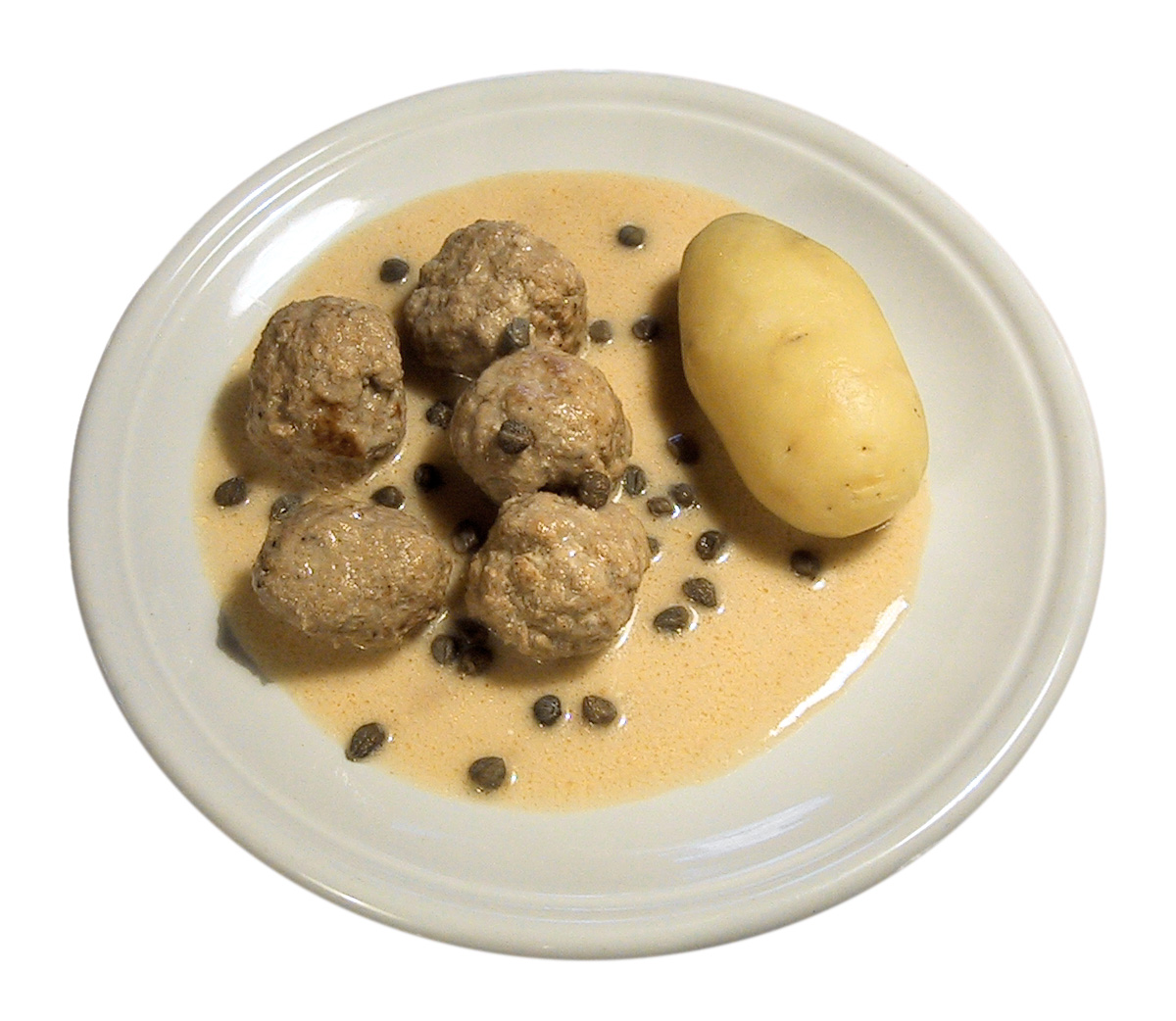
I Königsberger Klopse sono una specialità della cucina prussiana dell'area, polpette di carne con salsa bianca ai capperi che ancora oggi si possono trovare in molti ristoranti di Kaliningrad

Kaliningrad possiede proprie marche di vodka e di birra, Stari Königsberg e Ostmark rispettivamente. Dall'inizio degli anni 1990 molti ristoranti hanno aperto in città, includendo nel loro menù molte specialità della Prussia Orientale come ad esempio le Königsberger Klopse, ma anche piatti a base di pesce e insalate. La Königsberger Fleck è una trippa bovina tipica dell'area.
La tradizione culinaria della città è stata stravolta dall'arrivo dei russi dopo il 1945 con l'introduzione di piatti tipici della loro cucina quali il boršč e okroška.

## Infrastrutture e trasporti

### Porto

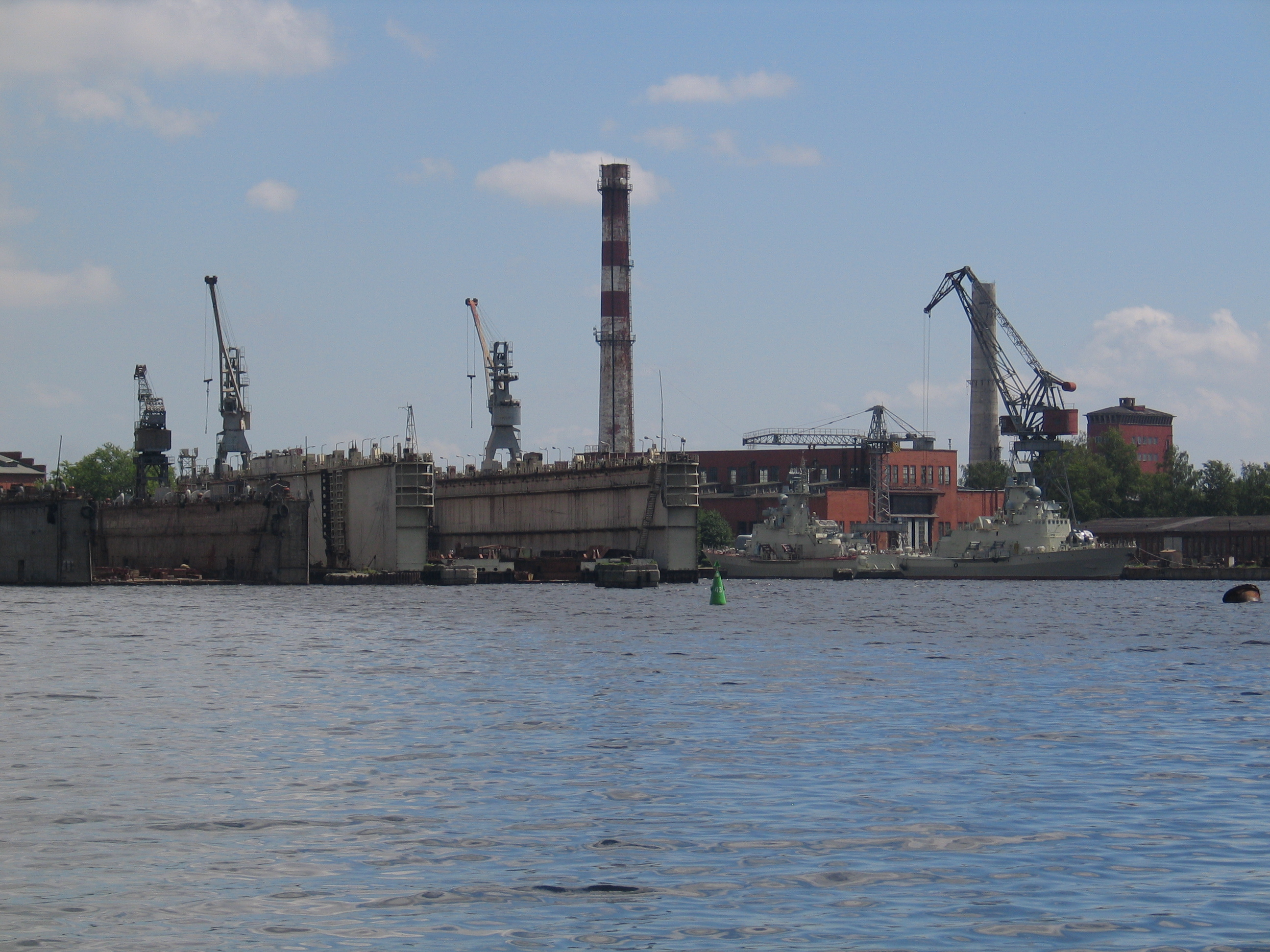
Il cantiere navale Jantar' di Kaliningrad

Il suo porto, nella penisola di Samland, è uno dei maggiori sul Mar Baltico e unico sbocco russo. È il quartiere generale della Flotta del Baltico della marina militare russa, con base a Baltijsk, a cui è collegato tramite un canale.
È sede del cantiere navale Jantar'.

### Aeroporto
All'aeroporto internazionale di Kaliningrad-Chrabrovo operano con voli di linea per gli aeroporti internazionali di Mosca (Domodedovo, Šeremet'evo, Vnukovo) e per l'aeroporto internazionale di San Pietroburgo (Pulkovo) le compagnie aeree russe Aeroflot, Aeroflot-Nord, Orenair, Rossija Airlines, S7 Airlines, SkyExpress, UTair.
Inoltre, le compagnie aeree bielorusse Belavia e Gomelavia operano i voli di linea per le città di Hrodna, Minsk, mentre la lettone airBaltic collega con i voli di linea la città di Kaliningrad con Riga.

## Amministrazione

### Gemellaggi
- Malmö, dal 1992
- Catania, dal 2017[12]

## Sport
Il principale club calcistico cittadino è il Futbol'nyj Klub Baltika, che disputa le gare interne nell'Arena Baltika, stadio inaugurato nel 2018 e sede di quattro partite della fase a gironi del campionato del mondo 2018.